# Feigenbaumova konstanta

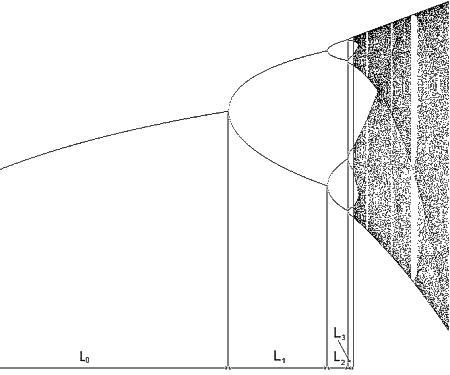
Feigenbaumova konstanta δ vyjadřuje limitu poměru vzdáleností mezi po sobě jdoucími bifurkacemi na diagramu, L_{i}/L_{i+1}

Feigenbaumovy konstanty jsou dvě matematické konstanty pojmenované po matematikovi Mitchelli Feigenbaumovi. Obě vyjadřují poměr v bifurkačním diagramu. Věří se, že obě čísla jsou transcendentní.[zdroj?][kdo?]

## Feigenbaumova konstanta delta
δ = 4,66920160910299067185320382…
Jedná se o limitu poměru mezi následnými bifurkacemi nebo mezi průměry po sobě jdoucích kruhů na ose Mandelbrotovy množiny. Feigenbaum původně objevil toto číslo v bifurkacích logistických zobrazení, ale také ukázal, že toto číslo vzniká ve všech jednodimenzionálních bifurkačních zobrazeních s kvadratickým maximem, vedoucích k chaosu. Každý chaotický systém, který odpovídá výše uvedeným podmínkám, bude bifurkovat se stejnou rychlostí. Feigenbaumovu konstantu lze použít k předpovědi, kdy v takových systémech vznikne chaos. Byla objevena v roce 1975.

## Feigenbaumova konstanta alfa
α = 2,502907875095892822283902873218…
Jedná se o poměr šířky mezi dvěma hroty mezi dvěma bifurkačními body.
Tato čísla lze aplikovat k velké třídě dynamických systémů.